# Људи попут нас
Људи попут нас (енгл. People Like Us) америчка је филмска драма из 2012. године. Када му умре отац, Сем има обавезу да својој сестри, коју никада није упознао, преда 150.000 долара.

## Радња
Млади фацилитатор (Крис Пајн), који доживљава потешкоће у каријери, сазнаје за очеву смрт, али се појављује у кући својих родитеља тек после сахране, наводно случајно пропустивши тражени лет. Сем наслеђује колекцију винила и торбу са 150.000 долара са захтевом да их поклони извесном Џошу Дејвису, за кога се испоставља да је његов нећак - син његове 30-годишње сестре Френки (Елизабет Бенкс). Чини се да је отац одлучио да му се последњи пут наруга. Да би одлучио да ли да испуни последње жеље свог оца, Пајнов лик улази у живот једнородитељске породице своје сестре, представљајући се као странац, а што се њихов однос даље развија, све је теже признати ко је он заправо.

## Улоге
| Глумац         | Улога   |
| -------------- | ------- |
| Оливија Вајлд  | Хана    |
| Крис Пајн      | Сем     |
| Мишел Фајфер   | Лилијан |
| Елизабет Бенкс | Френки  |